# Gorge de Qutang
 (août 2024).
Si vous disposez d'ouvrages ou d'articles de référence ou si vous connaissez des sites web de qualité traitant du thème abordé ici, merci de compléter l'article en donnant les références utiles à sa vérifiabilité et en les liant à la section « Notes et références ».
Les gorges de Qutang (chinois : 瞿塘峽; pinyin : Qútáng Xiá) font partie de l’ensemble des Trois Gorges de Chine, situées sur le cours moyen du Yangzi Jiang, en aval de la ville Chongqing, au sud des monts Daba.

## Géographie
Immédiatement en aval de l'ancien village de Baidi, le fleuve Yangtze passe entre la montagne Chijia au nord et la montagne Baiyan au sud. L’endroit où le fleuve passe entre ces montagnes est appelé la porte Kuimen et marque l'entrée des gorges de Qutang - la première des trois gorges du Yangtze. 
Les gorges de Qutang mesurent 8 kilomètres de long, et sont les plus étroites des Trois Gorges. La partie la plus large mesure 150 mètres.
Les montagnes de chaque côté atteignent jusqu'à 1 200 mètres de haut.